# Sprint
Sprint – bieg na krótkich dystansach: 60 metrów (hala), 100 metrów, 200 metrów, 400 metrów, sztafety 4 × 100 metrów i 4 × 400 metrów. Zawodnicy startują na sygnał (strzał) startera z bloków startowych. Każdy zawodnik biegnie po swoim torze. Przed zawodami odbywa się losowanie torów albo też numer toru przydzielonego zawodnikowi wynika z miejsca, które zajął on w biegu eliminacyjnym. O kolejności na mecie decyduje pierś zawodnika.
Bieg na 60 metrów

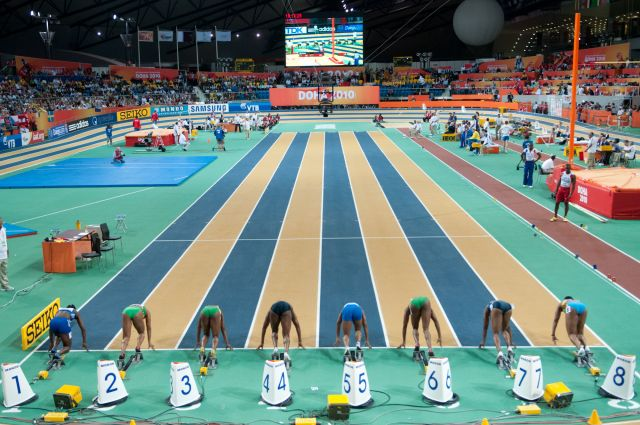
Start biegu na 60 metrów podczas halowych mistrzostw świata w Dosze (2010)

Bieg ten rozgrywany jest głównie w hali. Najkrótszy bieg sprinterski (nie biorąc pod uwagę biegu na 50 metrów). Start z pozycji niskiej. Bieżnia usytuowana jest w centrum stadionu, w miejscu, gdzie na otwartym stadionie rozgrywane są rzuty. Rekord świata na tym dystansie należy od 20 stycznia 2018 roku do Amerykanina, Cristiana Colemana i wynosi 6,37 s. Natomiast wśród kobiet najszybsza, z czasem 6,92 s, jest Rosjanka Irina Priwałowa. Konkurencja ta rozgrywana jest m.in. podczas halowych mistrzostw świata i mistrzostw Europy.
Bieg na 100 metrów
Najkrótszy dystans w biegach lekkoatletycznych na otwartym stadionie, klasyczny bieg sprinterski. Rekordzistów świata na tym dystansie określa się często mianem "najszybszego mężczyzny/najszybszej kobiety świata". Rywalizacja na tym dystansie przyciąga zawsze wiele uwagi. W biegu na 100 metrów mężczyzn najwybitniejsi sprinterzy biegają poniżej bariery 10 sekund, którą oficjalnie przekroczyło ok. 90 lekkoatletów historii. Jedynym białoskórym lekkoatletą w tej stawce jest Christophe Lemaitre. Najczęściej poniżej "granicy marzeń" biegał Asafa Powell. Rekordzistą świata na tym dystansie jest Usain Bolt, zaś najszybszą kobietą w historii była Florence Griffith-Joyner.
Bieg na 200 metrów
Bieg sprinterski rozgrywany zarówno na otwartym stadionie, jak i w hali. Na stadionie start tego biegu odbywa się na wirażu, a druga część dystansu ma miejsce na prostym odcinku 100 metrów. Podczas mniej popularnego biegu w hali, 200 metrów wynosi jedno pełne okrążenie bieżni. Rekordzistą świata mężczyzn na tym dystansie jest Usain Bolt, a wśród kobiet Florence Griffith-Joyner.

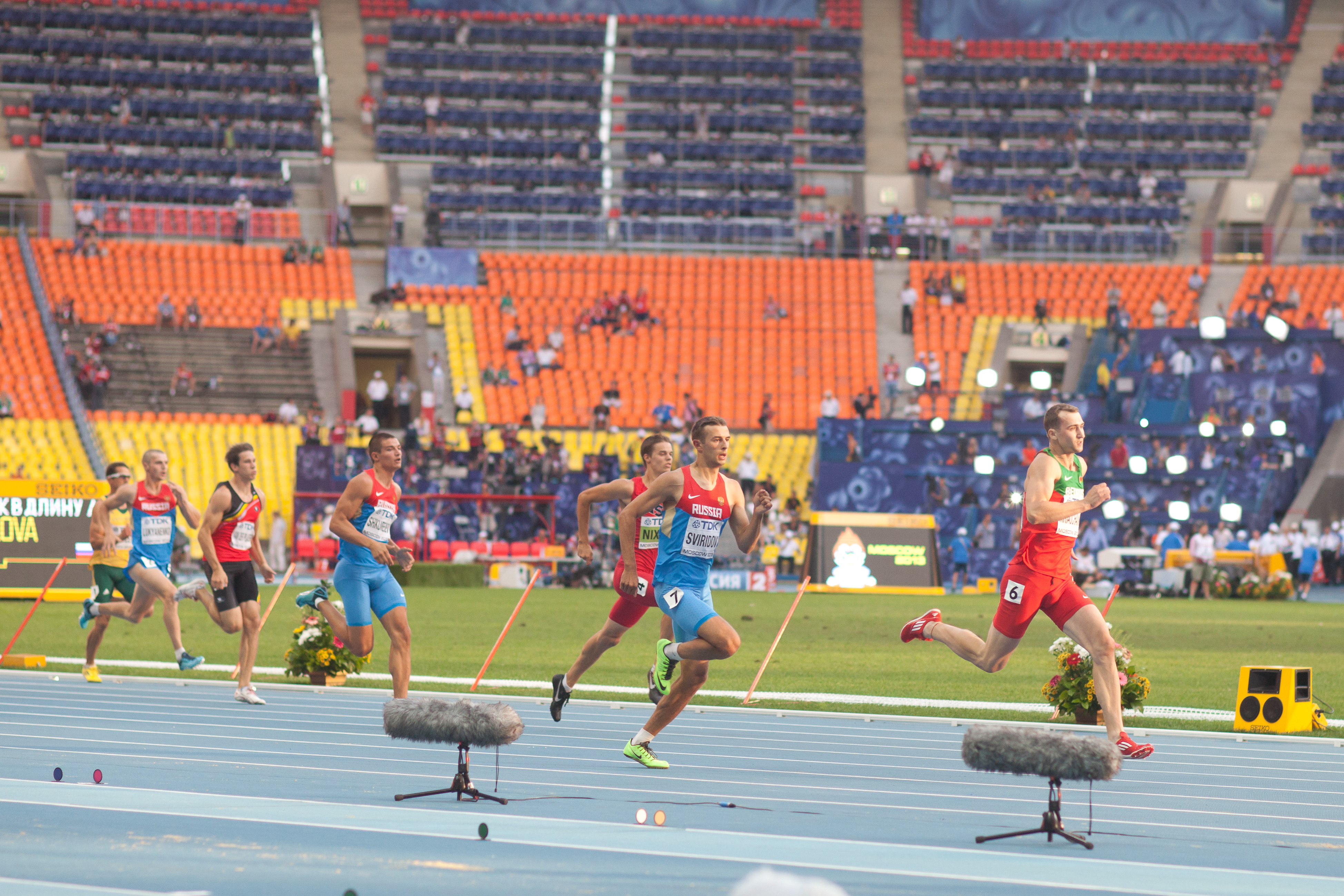
Bieg na 400 metrów
Najdłuższy dystans spośród biegów krótkich. Na standardowym stadionie 400 metrów stanowi dokładnie jedno okrążenie stadionu po wewnętrznym torze. W hali jest to dystans dwóch okrążeń. W rywalizacji mężczyzn bieg ten od zawsze był domeną Amerykanów, a pierwszym człowiekiem spoza USA, który pokonał ten dystans poniżej 44 sekund jest Kirani James z Grenady. Rekordzistą świata na tym dystansie jest Wayde van Niekerk, a najszybszą kobietą w historii była Marita Koch.
Sztafety
W biegach sztafetowych biorą udział zespoły czteroosobowe, konkurencja polega na biegu z pałeczką sztafetową trzymaną w dłoni. Zawodnicy podczas zmian przekazują sobie pałeczkę w wyznaczonej strefie zmian. Zgubienie pałeczki lub przekroczenie strefy zmian równoznaczne jest z dyskwalifikacją sztafety.
Bieg sztafetowy 4 × 100 m odbywa się po torach. W biegu 4 × 400 m pierwsza zmiana biegnie po torach, druga biegnie po torach tylko pierwszy wiraż (100 m), po czym zawodnicy mogą biec po wewnętrznym torze.